# 杨敏之
杨敏之（1933年4月—2014年7月29日），男，河北丰润人，中华人民共和国政治人物。

## 生平
早年任衡阳市委宣传部部长、秘书长，文化大革命期间受迫害，之后起用，任中共衡阳市委副书记、衡阳市人民政府市长。1988年2月，任中共湖南省纪委书记。1998年8月，担任中国监察学会副会长。2004年11月离休。2014年去世。